# 摩爾多瓦鐵路
摩爾多瓦鐵路（羅馬尼亞語：Calea Ferată din Moldova）是摩爾多瓦國內唯一的鐵路運營商，負責摩爾多瓦國內的鐵路客運貨運業務，以及鐵路設施的維護。至2009年，由摩爾多瓦鐵路維護的鐵路路線總長度是1232公里。摩爾多瓦鐵路和羅馬尼亞鐵路及烏克蘭鐵路的路線相鄰。摩爾多瓦鐵路成立於1991年，是蘇聯鐵路系統的繼承者之一。

## 外部連結
- 摩爾多瓦鐵路 （页面存档备份，存于）（罗马尼亚文）